# Tarcísio de Freitas
Tarcísio Gomes de Freitas (Río de Janeiro, 19 de agosto de 1975) es un militar e ingeniero brasileño. Es el 64º gobernador del estado de São Paulo desde 2023. Fue Ministro de Infraestructura en el gobierno de Jair Bolsonaro, así como director ejecutivo y director general del Departamento Nacional de Infraestructura de Transporte durante el gobierno de Dilma Rousseff.

## Carrera
Se licenció en ciencias militares por la Academia Militar das Agulhas Negras, en 1996, y en ingeniería civil por el Instituto Militar de Engenharia (IME), en 2002, habiendo obtenido el mayor promedio histórico de la curso en la institución. También del IME, completó su maestría en ingeniería de transporte en 2008.
Vinculado a la consultoría legislativa de la Cámara de Diputados de Brasil, fue ingeniero del Ejército Brasileño; jefe de la sección técnica de la Compañía de Ingeniería de Brasil en la Misión de Estabilización de las Naciones Unidas en Haití y coordinador general de Auditoría del Área de Transportes de la Contraloría General de la Unión (CGU).
Fue nombrado director ejecutivo del Departamento Nacional de Infraestructura de Transportes (DNIT) a mediados de 2011 por la entonces presidenta Dilma Rousseff.
Después de asumir como ministro de infraestructura de Bolsonaro, anunció la privatización y/o liquidación de alrededor de 100 empresas estatales, además de concesionar cinco mil kilómetros de carreteras.